# Mika FC
Maillots
Le Mika Football Club (en arménien : Միկա Ֆուտբոլային Ակումբը), plus couramment abrégé en Mika Erevan, est un ancien club arménien de football fondé en 1999 et disparu en 2016. Basé à sa fondation dans la ville d'Ashtarak, il est relocalisé en 2007 à Erevan, la capitale du pays.

## Histoire
Fondé en 1999, le club gagne son premier titre national dès l'année 2000 en remportant la coupe d'Arménie. Grâce à cette victoire, le club découvre la scène européenne en participant à la Coupe UEFA 2000-2001; au tour préliminaire de cette compétition, le Mika rencontre le club roumain du Rapid Bucarest.
Il disparaît en 2016.

## Bilan sportif

### Palmarès
| \| - Championnat d'Arménie : - Vice-champion : 2004, 2005, 2009 et 2013 - Coupe d'Arménie (6) : - Vainqueur : 2000, 2001, 2003, 2005, 2006 et 2011. - Finaliste : 2015 et 2016 \| \| - Supercoupe d'Arménie (2) : - Vainqueur : 2006 et 2012 - Finaliste : 2001, 2004, 2007 et 2015. \| |  |                                                                                                 |
| - Championnat d'Arménie : - Vice-champion : 2004, 2005, 2009 et 2013 - Coupe d'Arménie (6) : - Vainqueur : 2000, 2001, 2003, 2005, 2006 et 2011. - Finaliste : 2015 et 2016 |  | - Supercoupe d'Arménie (2) : - Vainqueur : 2006 et 2012 - Finaliste : 2001, 2004, 2007 et 2015. |

### Bilan par saison
| Saison    | Championnat | Championnat | Championnat | Championnat | Championnat | Championnat | Championnat | Championnat | Championnat | Championnat | Coupe d'Arménie |
| Saison    | Division    | Pos         | Pts         | J           | V           | N           | D           | BP          | BC          | Diff        | Coupe d'Arménie |
| --------- | ----------- | ----------- | ----------- | ----------- | ----------- | ----------- | ----------- | ----------- | ----------- | ----------- | --------------- |
| 1999      | 2e          | 2e          | 35          | 16          | 11          | 2           | 3           | 34          | 18          | +16         | —               |
| 2000      | 1re         | 4e          | 49          | 28          | 15          | 4           | 9           | 45          | 31          | +14         | Vainqueur       |
| 2001      | 1re         | 6e          | 41          | 22          | 12          | 5           | 5           | 44          | 20          | +24         | Vainqueur       |
| 2002      | 1re         | 6e          | 33          | 22          | 9           | 6           | 7           | 35          | 28          | +7          | Demi-finales    |
| 2003      | 1re         | 4e          | 51          | 28          | 15          | 6           | 7           | 49          | 29          | +20         | Vainqueur       |
| 2004      | 1re         | 2e          | 55          | 28          | 16          | 7           | 5           | 41          | 23          | +18         | Demi-finales    |
| 2005      | 1re         | 2e          | 52          | 26          | 14          | 10          | 2           | 42          | 20          | +22         | Vainqueur       |
| 2006      | 1re         | 3e          | 57          | 28          | 17          | 6           | 5           | 45          | 21          | +24         | Vainqueur       |
| 2007      | 1re         | 3e          | 50          | 28          | 14          | 8           | 6           | 42          | 24          | +18         | Demi-finales    |
| 2008      | 1re         | 4e          | 46          | 28          | 13          | 7           | 8           | 38          | 28          | +10         | Demi-finales    |
| 2009      | 1re         | 2e          | 58          | 28          | 18          | 4           | 6           | 59          | 34          | +25         | Demi-finales    |
| 2010      | 1re         | 4e          | 46          | 28          | 14          | 4           | 10          | 47          | 31          | +16         | Demi-finales    |
| 2011      | 1re         | 5e          | 44          | 28          | 12          | 8           | 8           | 36          | 25          | +11         | Vainqueur       |
| 2012-2013 | 1re         | 2e          | 79          | 42          | 24          | 7           | 11          | 57          | 39          | +18         | Demi-finales    |
| 2012-2013 | 1re         | 2e          | 79          | 42          | 24          | 7           | 11          | 57          | 39          | +18         | Demi-finales    |
| 2013-2014 | 1re         | 3e          | 47          | 28          | 12          | 11          | 5           | 36          | 27          | +9          | Demi-finales    |
| 2014-2015 | 1re         | 5e          | 37          | 28          | 9           | 10          | 9           | 33          | 34          | -1          | Finale          |
| 2015-2016 | 1re         | 7e          | 32          | 28          | 9           | 5           | 14          | 30          | 32          | -2          | Finale          |

Légende
- Vainqueur de la compétition.
- Deuxième ou finaliste de la compétition.
- Troisième de la compétition.
- Promotion en division supérieure.

### Bilan européen
Note : dans les résultats ci-dessous, le score du club est toujours donné en premier.
| Saison    | Compétition     | Tour              | Club               | Domicile | Extérieur | Total  |
| --------- | --------------- | ----------------- | ------------------ | -------- | --------- | ------ |
| 2000-2001 | Coupe UEFA      | Tour préliminaire | Rapid Bucarest     | 1 - 0    | 0 - 3     | 1 - 3  |
| 2001-2002 | Coupe UEFA      | Tour préliminaire | FC Brașov          | 0 - 2    | 1 - 5     | 1 - 7  |
| 2004-2005 | Coupe UEFA      | Premier tour Q    | Budapest Honvéd    | 0 - 1    | 1 - 1     | 1 - 2  |
| 2005-2006 | Coupe UEFA      | Premier tour Q    | FSV Mayence 05     | 0 - 0    | 0 - 4     | 0 - 4  |
| 2006-2007 | Coupe UEFA      | Premier tour Q    | BSC Young Boys     | 1 - 3    | 0 - 1     | 1 - 4  |
| 2007-2008 | Coupe UEFA      | Premier tour Q    | MTK Budapest       | 1 - 0    | 1 - 2     | 2E - 2 |
| 2007-2008 | Coupe UEFA      | Deuxième tour Q   | Artmedia Petržalka | 2 - 1    | 0 - 2     | 2 - 3  |
| 2008      | Coupe Intertoto | Premier tour      | FC Tiraspol        | 2 - 2    | 0 - 0     | 2E - 2 |
| 2009-2010 | Ligue Europa    | Premier tour Q    | Helsingborgs IF    | 1 - 1    | 1 - 3     | 2 - 4  |
| 2010-2011 | Ligue Europa    | Deuxième tour Q   | Rabotnički Skopje  | 0 - 0    | 0 - 1     | 0 - 1  |
| 2011-2012 | Ligue Europa    | Deuxième tour Q   | Vålerenga Fotball  | 0 - 1    | 0 - 1     | 0 - 2  |
| 2013-2014 | Ligue Europa    | Premier tour Q    | Rudar Pljevlja     | 1 - 1    | 0 - 1     | 1 - 2  |
| 2014-2015 | Ligue Europa    | Premier tour Q    | RNK Split          | 1 - 1    | 0 - 2     | 1 - 3  |

Légende
- Victoire ou qualification pour le tour suivant
- Match nul
- Défaite ou élimination de la compétition

## Joueurs emblématiques
- Armen Shahgeldian  : attaquant puis entraîneur

## Identité visuelle

Premier logo du club.
Logo du club entre 2009 et 2016.